# Thma Puok
Thmar Pouk (khmeră ស្រុកថ្មពួក) este un district din Cambodgia.